# 디아 페르마타사리 (펜싱 선수)
디아 페르마타사리(인도네시아어: Diah Permatasari, 1990년 5월 5일 ~ )는 인도네시아의 펜싱 선수로 주 종목은 사브르이다. 그녀는 2012년 하계 올림픽에서 여자 사브르 개인전에 출전하였으나, 32강전에서 미국의 매리얼 재거니스에게 7-15로 패하며 탈락하였다.